# Німецький собор
Німецький собор (нім. Deutscher Dom) — собор на берлінській площі Жандарменмаркт, одна з визначних пам'яток міста. «Німецький собор» — у вузькому сенсі назва побудованої в 1780–1785 роках купольної вежі над Німецькою церквою, яка, втім, ніколи не виконувала сакральних функцій, а в широкому сенсі — назва всього архітектурного комплексу Німецької церкви і купольної вежі.
Німецька церква в стилі бароко була побудована в 1701–1708 роках за проєктом Мартіна Грюнберга на Швейцарському кладовищі лютеранської громади берлінського Фрідріхштадта. Купольна башта у вигляді церкви з'явилася разом з Французьким собором у ході масштабної реконструкції площі Жандарменмаркт, зробленої за наказом короля Пруссії Фрідріха II архітектором Карлом фон Гонтардом.
Зразком для містобудівного рішення берлінської площі послугувала площа П'яцца-дель-Пополо в Римі з церквами-близнюками і їх прикрашеними банями. Самі баневі вежі зобов'язані своєю появою палладіанізмові. Вежі зводилися у той самий час що і церква Св. Женев'єви у Парижі архітектором Жак-Жерменом Суффло (нинішній Пантеон).
У 1881–1882 роках переважна частина церкви занепала та була знесена. Потім була відновлена у стилі необароко за проєктом архітектурного бюро «Von der Hude & Hennicke».
Зруйнований пожежею в 1943 році Німецький собор був відновлений у 1982–1996 роках. Внаслідок угоди міни земельних ділянок споруда перейшла до власності держави. З 2002 року в будівлі працює виставка німецького бундестагу, присвячена історії парламентської демократії у Німеччині.